# My LIFE! My CHOICE!!
『公益財団法人日本尊厳死協会プレゼンツ My LIFE! My CHOICE!!』（こうえきざいだんほうじんそうげんしきょうかいプレゼンツ マイライフ! マイチョイス!!）は、TBSラジオで放送されているラジオ番組である。日本尊厳死協会による提供番組。放送時間は毎週日曜 5:00 - 5:30 （日本標準時）。

## 概要
2022年10月2日放送開始。安東弘樹がパーソナリティーを担当。週替わりでゲストが登場して、ゲストの生き方について話すトーク番組。ミニコーナー「みんなのMy LIFE! My CHOICE!!」では、日本尊厳死協会副理事長の長尾和宏、または専務理事の北村義浩が、番組に寄せられた人生の生き方についての疑問、質問について回答していく。TBSポッドキャスト、Spotifyで配信しており、YouTubeでは動画つきで配信している。

## 放送時間
- TBSラジオ 日曜 5:00 - 5:30
- ラジオ大阪 土曜 11:15 - 11:45

## ゲスト
1. 奥田瑛二
2. 蟹瀬誠一
3. 東海林のり子
4. 仁科亜希子
5. 高橋伴明
6. 吉永みち子
7. 高橋恵子
8. 柴田理恵
9. 松村邦洋
10. 蝶野正洋
11. 山下真司
12. 松崎しげる
13. 林家正蔵
14. 安藤和津
15. 東国原英夫
16. 山田邦子
17. 井上順
18. 中村雅俊
19. ガダルカナル・タカ
20. 松尾貴史
21. なぎら健壱
22. 筧利夫
23. 渡辺正行
24. 清水國明
25. 瀬古利彦
26. 水前寺清子
27. コロッケ
28. デヴィ夫人
29. 佐藤B作
30. 森公美子
31. モト冬樹
32. 林家木久扇
33. ミッキー吉野
34. テリー伊藤
35. 秋吉久美子
36. 毒蝮三太夫
37. ミッツ・マングローブ
38. 松木安太郎
39. 尾木直樹
40. 石坂浩二

## ミニコーナー
1. リビング・ウイルについて
2. リビング・ウイルの海外での現状
3. 大事な人を失った悲しみへの対処法
4. 子ども達に迷惑をかけずに旅立つには？
5. 在宅と病院の違い
6. 大切な方を亡くした喪失感のケア
7. 自分の最期は自分で決められる？
8. 急な意識不明になった場合、「尊厳死」は可能なのか？
9. 尊厳死カードと緊急時の治療
10. 尊厳死を宣言している場合、救急救命をしてもらえるのか？
11. リビングウイル・カードはどのくらい医師や病院が対応してくれるのか？
12. リビングウイル・カードはいつ使うもの？
13. リビング・ウイルは変化する？
14. 地方自治体のリビング・ウイルへの取り組み
15. 尊厳死と安楽死の違い
16. リビングウィルカードはいつ掲示すべき？
17. 訪問診療などをしてくれるお医者さんをどのように探したらいいのか
18. 医療関係者などのスタッフと本人の意思を尊重について
19. リビング・ウイルが普及し、QRコードなどで読み取れるか？
20. リビング・ウイルの効果はあるのか？
21. 生きていこうという活力を保つには？
22. 何が延命で何が緩和なのか？
23. 認知症が進行して｢以前のリビングウイル｣と違う意見を言うようになってきた
24. リビング・ウイルカードの所持や親族に預ける際に気を付けた方が良いこと
25. リビング・ウイルにおいて実施するケア
26. かかりつけの医師がいない場合、誰に相談するべきか？
27. 『リビング・ウイル宣言をしていたが延命処置が行われていた
28. リビング・ウイルは患者のどんな権利を守っているのか？ 日本ではなぜ尊厳死が法制化されないのか？
29. 「尊厳死」に家族の意志はどの程度反映されるのか？
30. 『グリーフケア』について
31. 国会議員の方々は「尊厳死」の法制化についてどう考えているのか？
32. 経口で食事や水分がとれなくなった場合はどのようにすればいいのか？
33. 自分の意思を文書で意思表示する重要性
34. 不治・末期
35. 先生の前で自分の伝えたいことがうまく言えない場合、どうすればいいのか？
36. 終末期はいつから？
37. 看取りに向けて準備しておくこと
38. 人生会議の重要性
39. 『リビング・ウイル受容協力医師』について

## 関連番組
- GARAGE HERO's 〜愛車のこだわり〜 - 同局で安東弘樹が担当する番組。
- 家族で考えよう！リビング・ウイル[2] - 同局で2021年11月25日23:30から放送されていた、日本尊厳死協会が提供するラジオ番組。